# Laba
Laba (češki: Labe, njemački: Elbe, latinski: Albis) je rijeka koja teče kroz Češku i Njemačku. Izvire u sjeverozapadnoj Češkoj a ulijeva se u Sjeverno more kod Cuxhavena, 100 km sjeverozapadno od Hamburga. U Hamburgu je sagrađen tunel u kojem se nalazi autocesta ispod Labe. Duljina rijeke Labe je 1091 km. 

## Galerija
- Laba kod Děčína
- Laba u Koenigsteinu

## Vanjske poveznice
|  | Zajednički poslužitelj ima stranicu o temi Laba    |
|  | Zajednički poslužitelj ima još gradiva o temi Laba |

- (engl.) Krkonoše